# Ровескала
Ровескала (итал. Rovescala) је насеље у Италији у округу Павија, региону Ломбардија.
Према процени из 2011. у насељу је живело 852 становника. Насеље се налази на надморској висини од 270 м.

## Становништво
Према резултатима пописа становништва 2011. у општини је живело 917 становника.
| 1931. | 1936. | 1951. | 1961. | 1971. | 1981. | 1991. | 2001. | 2011. |
| ----- | ----- | ----- | ----- | ----- | ----- | ----- | ----- | ----- |
| 2.204 | 2.175 | 1.970 | 1.638 | 1.367 | 1.160 | 999   | 933   | 917   |